# Arujärv
Arujärv är en sjö i Estland.   Den ligger i landskapet Põlvamaa, i den sydöstra delen av landet, 200 km sydost om huvudstaden Tallinn. Arujärv ligger 41 meter över havet. Trakten runt Arujärv består huvudsakligen av våtmarker.